# Рейнджер-6
Рейнджер-6 — американський безпілотний космічний апарат, призначений для передачі зображень місячної поверхні з високою роздільною здатністю впродовж останніх хвилин польоту до зіткнення з поверхнею. Перший із чотирьох апаратів блоку 3.

## Опис
Апарати блоку 3 висотою 3,6 м мали шестикутну базу діаметром 1,5 м. До бази кріпилися рушійна установка, джерело живлення, башта у формі зрізаного конуса використовувалася для розміщення 6 телекамер. На вершині башти розташовувалася циліндрична частково ненаправлена антена. Спрямована антена з високим коефіцієнтом підсилення, що розкривалася в польоті, була прикріплена знизу до бази.
Дві панелі сонячних батарей довжиною шириною 73,9 см і довжиною 153,7 см загальним розмахом 4,6 м, що розкривалися в польоті, опозитно кріпилися знизу до бази.
Корекція траєкторії польоту здійснювалась однокомпонентним двигуном тягою 224 Н.
Орієнтацію у трьох площинах забезпечували 12 газових мікродвигунів, 3 гіроскопи, 4 головні і 2 додаткові сонячні й 1 земний сенсори,
Живлення забезпечували 9792 сонячні елементи у двох панелях загальною площею 2,3 м³, потужністю 200 Вт. Дві срібноцинкові акумуляторні батареї місткістю 1,2 кВт·год з номінальною напругою 26,5 В забезпечувала окрему роботу системи зв'язку або телевізійних камер впродовж 9 годин. Дві срібноцинкові акумуляторні батареї місткістю 1 кВт·год використовувалися для живлення інших систем апарата.
Апарат мав 6 телевізійних камер.
Система зв'язку:
- параболічна спрямована антена з високим коефіцієнтом підсилення,
- циліндрична частково ненаправлена антена з низьким коефіцієнтом підсилення,
- передавачі:

- телевізійний потужністю 60 Вт із частотою 959,52 МГц;
- телевізійний потужністю 60 Вт із частотою 960,05 МГц;
- потужністю 3 Вт з частотою 960,58 МГц.

Обладнання перетворювало відеосигнал у радіохвилі і передавало за допомогою антени з високим коефіцієнтом підсилення.

## Політ
Рейнджер-6 було успішно запущено 30 січня 1964.
2 лютого 1964, після 65,5 годин польоту апарат зіткнувся з поверхнею Місяця на східному «березі» Моря Спокою 9°21′29″ пн. ш. 21°28′48″ сх. д. / 9.358° пн. ш. 21.480° сх. д., що було виявлено під час польоту Lunar Reconnaissance Orbiter.
Апарат мав необхідну орієнтацію, але не надійшло жодного відеозображення, імовірно, внаслідок засліплення телекамер після випадкового увімкнення їх на 67 секунд приблизну після 2 хвилин польоту під час розділення ступенів.